# Illadopsis rufescens
Falso-tordo-d'asa-ruiva ou iladópsis-de-asa-ruiva (Illadopsis rufescens) é uma espécie de ave da família Timaliidae.
Pode ser encontrada nos seguintes países: Benin, Costa do Marfim, Gana, Guiné, Libéria, Senegal, Serra Leoa e Togo.
Os seus habitats naturais são: florestas subtropicais ou tropicais húmidas de baixa altitude e regiões subtropicais ou tropicais húmidas de alta altitude.
Está ameaçada por perda de habitat.